# Первый Городской театр (Киев)
Первый Городской театр в Киеве был построен в 1804—1805 годах по проекту архитектора А. И. Меленского и разобран в 1851 году.
Необходимость в постройке постоянного театрального помещения возникла после перевода в Киев контрактовых ярмарок из Дубно в 1797 году, поскольку на киевские контрактовые ярмарки стали приезжать многочисленные труппы артистов, выступавшие в арендуемых и временных помещениях.
В августе 1804 года киевский войт Г. Рыбальский обратился с прошением о разрешении на постройку театра к военному губернатору А. П. Тормасову. Рыбальского поддержали бургомистр А. Барский и член совета К. Тернавский. 26 августа губернатор дал согласие на постройку здания за счёт граждан и издал приказ главному архитектору А. И. Меленскому. Под театр была выделена усадьба на Конной площади между Трёхсвятительской улицей и дорогой на Подол (ныне Владимирский спуск), принадлежавшая Марьяне Меленской, супруге архитектора. Но поскольку М. Меленская не приступала к застройке в течение двух лет, участок ею был утерян, взамен ей предоставили усадьбу на Печерске. Театр открылся в 1806 году, уже при губернаторе М. И. Голенищеве-Кутузове. Площадь получила название Театральной, такое же название имели улицы Крещатик и Трёхсвятительская (вероятно, в разное время; до второй половины XIX века многие улицы и площади Киева вовсе не имели официально утверждённых названий, так, первое официальное название «Царская» бывшая Конная площадь получила только в 1869 году).
Первый театр представлял собой двухэтажное деревянное здание прямоугольной формы, торцом выходившее на площадь. Для постройки его были использованы стройматериалы, полученные от разборки строений на Печерске. Вход был оформлен портиком в стиле ампир. Зал театра, по разным источникам, вмещал 470 или 740 зрителей. Зал имел 32 ложи, амфитеатр, галерею и партер, в котором было только 40 кресел, а за ними стоячие места. Театр отличался хорошей акустикой. Занавес был украшен изображением античного героя на триумфальной колеснице в сопровождении воинства, а над ними — крылатый бог (Купидон или Аполлон), державший свиток с надписью лат. Ridendo castigat mores («Осмеивая очищает нравы»).
Собственного коллектива у театра не было. Первый театральный сезон был открыт, вероятнее всего, крепостной труппой Д. Ширая, затем выступали польские труппы А. Г. Змиёвского (Жмиёвского, 1816, 1819), Я.-Н. Каминского (1822), А. Ленкавского (1811—1816, 1823—1829), П. В. Рекановского (1843—1851), русские — с участием М. С. Щепкина (впервые в 1821—1822 годах, также в 1843), русско-украинские труппы И. Ф. Штейна (1830—1834), Каратеева (1842—1843). Кроме Щепкина, выступали другие выдающиеся актёры — П. С. Мочалов (с труппой Л. Млотковского), Л. И. Млотковская (1837—1840), В. И. Живокини (с труппой Каратеева, 1842), А. Е. Мартынов (1843), балерина Н. К. Богданова (1849—1850). Также здесь выступали зарубежные театры: французская драматическая труппа мадмуазель Жорж (1841—1842), Мадридский королевский балет (1843) и другие.
К середине XIX века здание театра обветшало, и его решили снести. Последнее представление состоялось 30 июля 1851 года. Публичные торги на разборку здания не имели успеха, потому что не нашлось желающих купить дважды использованные стройматериалы. С отсрочкой сноса до февраля 1852 года здание пожелал купить дворянин Рекановский, но петербургское начальство потребовало освободить место не позднее 16 августа 1851 года. Губернатор И. И. Фундуклей при согласии генерал-губернатора И. И. Васильчикова 8 августа издал приказ о срочной разборке здания с привлечением арестантов. 
На месте театра была построена гостиница «Европа», а в настоящее время тут находится Украинский дом.